# Nina Myers
Nina Myers est un personnage de la série télévisée 24 heures chrono, membre de la cellule anti-terroriste de Los Angeles. Elle apparaît dans les saisons 1, 2 et 3.
Dans la saison 1, elle est mobilisée de même que son responsable, Jack Bauer, pour contrer un projet d'attentat contre le sénateur David Palmer, candidat à l'élection présidentielle.
On apprendra qu'elle est en réalité un agent double à la solde de l'étranger. On ignore ses mobiles, son parcours, pourquoi elle a trahi. Lorsqu'elle sera démasquée, elle assassinera l'épouse de Jack pour masquer sa fuite à l'étranger. À partir de ce moment, elle apparaitra comme un monstre et deviendra la plus grande ennemie de Bauer.
Dans la saison 2, elle apparaît dans quelques épisodes. La cellule anti-terroriste fera notamment appel à elle et ses réseaux pour empêcher l'explosion d'une bombe nucléaire sur le sol américain. Sa participation se fera au prix d'une grâce présidentielle, abolissant de ce fait le reste de sa peine de prison.
Dans la saison 3, elle sera de nouveau sur le chemin de Jack Bauer en participant à la vente aux enchères d'un virus menaçant Los Angeles, organisée par un certain Amador. 

Elle sera finalement abattue dans la cellule anti-terroriste de Los Angeles par Bauer, qui profitera de sa tentative d'évasion lors de son interrogatoire pour se venger de la mort de sa femme.
Nina Myers est jouée par Sarah Clarke.